# Dmitrij Abakumov
Dmitrij Nikolaevič Abakumov (in russo Дмитрий Николаевич Абакумов?; Voronež, 8 luglio 1989) è un calciatore russo, portiere svincolato.

## Palmarès

### Club

#### Competizioni nazionali
- PFN Ligi: 1

Gazovik Orenburg: 2015-2016
- Campionato armeno: 2

Ararat-Armenia: 2018-2019, 2019-2020
- Supercoppa d'Armenia: 1

Ararat-Armenia: 2019